# 龍州戰鬥
龍州戰鬥發生於1921年9月30日，地點則是在中國廣西南部龍州一帶。是北洋政府時期內戰之一，交戰兩方為桂軍陸榮廷及粵軍黃大偉。戰鬥結束後，進攻的粵軍獲勝，守軍桂軍敗，其將領陸榮廷與馬濟退至越南北部與廣西邊區，隨後，孫中山抵達兩廣，與陳炯明研商北伐。